# AGM-65 Maverick

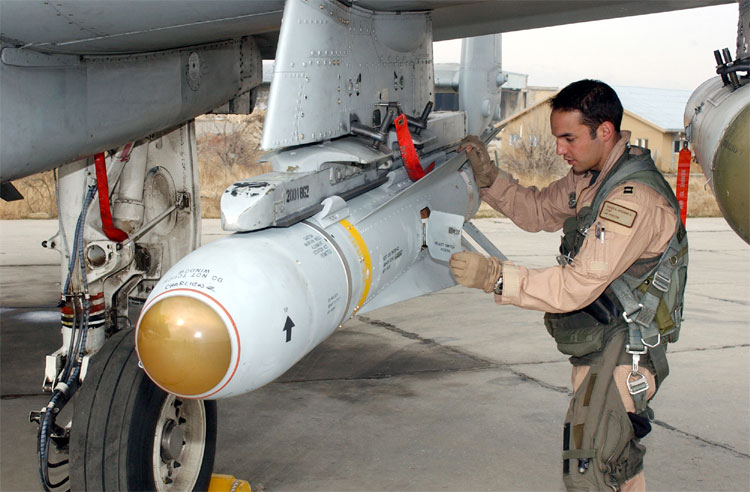
Ein A-10-Pilot inspiziert eine AGM-65G

Die AGM-65 Maverick ist eine taktische Luft-Boden-Rakete, die für Luftnahunterstützung, Panzerabwehr und Unterbindung feindlicher Truppenbewegungen entwickelt wurde. Sie kann gegen ein großes Spektrum taktischer Ziele, zum Beispiel Panzerfahrzeuge, Flugabwehr, Schiffe, Transporteinrichtungen und Treibstofflager eingesetzt werden. Hersteller sind die US-amerikanischen Unternehmen Hughes Aircraft und Raytheon. Das Gegenstück zur Maverick aus sowjetischer Produktion ist die Ch-25 (AS-10 Karen).

## Maverick-Versionen
- Maverick A – Die AGM-65A war die erste Produktionsversion aus dem Jahr 1972. Sie benutzt ein elektro-optisches Lenksystem, dessen wesentliches Bauteil eine Art schwenkbare TV-Kamera in der Nase der Rakete ist. Solange die Rakete noch im Gestell hängt, überträgt sie ein TV-Bild ins Cockpit, mit dessen Hilfe der Pilot zielen kann. Alternativ kann ihr Sucher bei einigen Kampfflugzeugen auch an die Radarbildschirm-Cursor gekoppelt werden. Nach dem Start fliegt die Rakete dann das Ziel an, indem versucht wird, den Unterschied zwischen dem Schwenkwinkel der Kamera und der Bewegungsrichtung der Rakete auszunullen. Wenn sich das Ziel bewegen sollte, äußert sich das für die Rakete darin, dass sich das Ziel aus dem Sucher der Kamera herausbewegt. Indem das Ziel immer zentriert gehalten wird, lässt sich dies ausgleichen.

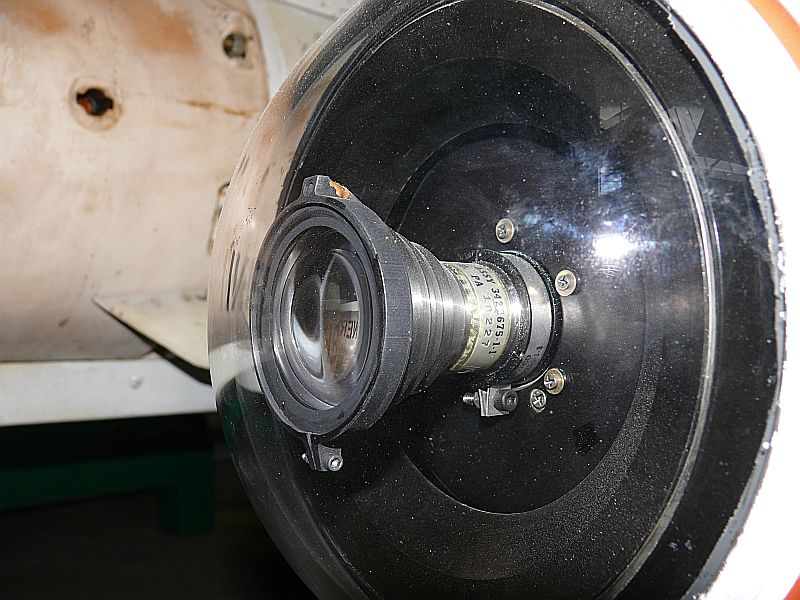
Optik einer Maverick B

- Maverick B – Das Modell B besitzt zusätzlich die Fähigkeit, das in das Cockpit übertragene Bild zu vergrößern, um die Zielerfassung zu erleichtern.
- Maverick D – Die Version D geht auf die US Navy zurück, inzwischen wird sie aber auch von der Air Force eingesetzt. Die TV-Kamera wurde durch einen bildgebenden Infrarot-Sucher ersetzt, daher kann die Rakete auch bei Nacht oder schlechtem Wetter eingesetzt werden. Es kann zwischen drei- und sechsfacher Vergrößerung gewählt werden. Die Erstlieferung erfolgte 1983.
- Maverick E/E2 – Die Maverick E ist eine Version für das US Marine Corps und verwendet eine lasergestützte Lenkung. Außer dem abfeuernden oder anderen Luftfahrzeugen kann dabei auch eine Bodeneinheit das Ziel „beleuchten“. Die Rakete sucht vor dem Start einen Sektor von 7 × 10 Meilen nach Laser-Reflexionen ab und fliegt nach dem Start darauf zu. Die E2 besitzt einen genaueren Sucher.
- Maverick F – Modell F ist wieder eine infrarotgesteuerte Navy-Version, allerdings mit größerem WDU-24B-Gefechtskopf (136-kg-Durchschlags-Kopf statt 57-kg-Hohlladung) und einer auf das Anvisieren von Schiffen optimierten Software.
- Maverick G – Die Maverick G stammt aus dem Jahr 1989. Sie besitzt neben einem größeren Gefechtskopf einen vom Modell D adaptierten IR-Sucher. Sucher und Software sind aber auf die Verfolgung größerer Ziele optimiert.
- Maverick H – Das H-Modell ist der Nachfolger der AGM-65B/D mit einem CCD-Sucher speziell für den Einsatz in Wüstengebieten.
- Maverick J – Das J-Modell ist eine AGM-65F mit einem CCD-Sucher.
- Maverick K – Das Programm Maverick K hat das Ziel, seit langer Zeit gelagerte Waffen mit neuen Suchern auf CCD-Basis (wie bei handelsüblichen Videokameras) auszurüsten, da man eine Alterung im Lenksystem erwartete. Ursprünglich richtete sich das Programm auf die ersten AGM-65A, aber bei einer Probezerlegung von sechs dieser Raketen wurde überraschend festgestellt, dass die AGM-65A in besserem Zustand waren als die jüngeren B-, D- und G-Versionen. Ursache war, dass die älteren Flugkörper sowohl innen als auch außen besser gegen Korrosion geschützt waren, die jüngeren Versionen jedoch aus Kostengründen nur außen gut geschützt wurden und daher innen korrodiert waren.
- Maverick L  – Das L-Modell wird seit 2012 für die USAF gefertigt. Sie ist wie die E lasergelenkt.
- Robotsystem 75 – schwedische Lizenzversion.

AGM-65 werden typischerweise von Flugzeugen der Typen A-10 Thunderbolt II, F-15 Strike Eagle und F-16 Fighting Falcon eingesetzt, so beispielsweise in den Irakkriegen 1991 und 2003, wo sie eine große Rolle bei der Bekämpfung der irakischen mechanisierten Einheiten spielten. Ihre Trefferquote liegt laut der US Air Force bei etwa 85 %.
Die Bundeswehr beschaffte für die Luftwaffe ab 1985 rund 860 AGM-65B.

## Nutzerstaaten
Daten aus
- Ägypten – 600 AGM-65A, 144 AGM-65D, 354 AGM-65G
- Bahrain – 75 AGM-65D/G
- Belgien – 60 AGM-65G
- Chile – 14 AGM-65F/G
- Deutschland – ca. 860 AGM-65B
- Dänemark – 162 AGM-65D
- Griechenland – 200 AGM-65B, 203 AGM-65G
- Indonesien – 50 AGM-65D
- Iran – 2500 AGM-65A
- Irak – 100 AGM-65D/G
- Israel – 1360 AGM-65A/B/D/E
- Italien – 42 AGM-65F
- Jordanien – 600 AGM-65B/E/G
- Jugoslawien – 40 AGM-65A/B
- Kenia – 100 AGM-65A/B
- Kuwait – 300 AGM-65G
- Kanada – 60 AGM-65G
- Malaysia – 30 AGM-65G
- Marokko – 381 AGM-65A/B
- Mexiko – unbekannte Anzahl
- Niederlande – 80 AGM-65G
- Neuseeland – 60 AGM-65G
- Norwegen – unbekannte Anzahl
- Oman – 80 AGM-65D/E
- Pakistan – 100 AGM-65B
- Philippinen – 125 AGM-65K
- Polen – 360 AGM-65G
- Portugal – 25 AGM-65D
- Saudi-Arabien – 3571 AGM-65A/B/D/E/G/K
- Singapur – 407 AGM-65B/D/G
- Schweden – 500 AGM-65B/D
- Schweiz – 600 AGM-65B/D
- Spanien – 294 AGM-65F/G
- Südkorea – 554 AGM-65B/D/G
- Rumänien – unbekannte Anzahl
- Tschechien – unbekannte Anzahl
- Taiwan – 775 AGM-65D/G
- Thailand – 200 AGM-65D/G
- Tunesien – unbekannte Anzahl
- Türkei – 354 AGM-65D/G
- Ungarn – 100 AGM-65H
- Venezuela – unbekannte Anzahl
- Vereinigte Arabische Emirate – 1663 AGM-65D/G
- Vereinigtes Königreich – 40 AGM-65D, 200 AGM-65G
- Vereinigte Staaten – Unbekannte Anzahl
- Vietnam – unbekannte Anzahl

## Technische Daten
| Kenngröße         | Daten der AGM-65 |
| ----------------- | --- |
| Hauptfunktion:    | Taktische Luft-Boden-Rakete |
| Hersteller:       | Hughes Aircraft; Raytheon Company |
| Länge:            | 2,49 m |
| Durchmesser:      | 30,5 cm |
| Spannweite:       | 0,71 m |
| Startgewicht:     | AGM-65A/B: 207,90 kg, D: 218,25 kg, E/F: 287,4 kg, G: 301,50 kg                                                                        |
| Antrieb:          | AGM-65A: zweistufiger Feststoff-Raketenmotor Thiokol TX-481, AGM-65G: TX-633-Raketenmotor von Orbital ATK                              |
| Geschwindigkeit:  | 1150 km/h |
| Reichweite:       | 27 km (effektiv bis 16 km) |
| Lenkung:          | elektro-optisch bei Modell A und B; bildgebendes Infrarot in D- und G-Versionen; Laser-Lenkung beim E-Modell; Infrarot bei Modell F.   |
| Gefechtskopf:     | WDU-20B 57-kg-Hohlladung mit Kontaktzünder; neuere Modelle (F–K) mit WDU-24B 136-kg-Hohlladung und verzögerter Zündung von Orbital ATK |
| Zündung:          | Aufschlag-/Verzögerungszünder |
| Stückkosten:      | 269.000 US-Dollar (AGM-65G), 64.100 US-Dollar (AGM-65B)                                                                                |
| Indienststellung: | August 1972 (AGM-65A) bei der US Air Force                                                                                             |